# Onogawa Saisuke
Onogawa Saisuke (小野川 才助 en japonés, nacido en 1758 en Ōtsu, Shiga, Japón como Kawamura Kisaburō (川村 喜三郎 en japonés); y fallecido el 12 de marzo de 1806 en Japón) fue un luchador japonés de sumo. Fue el quinto yokozuna en la historia de este deporte. Junto con Tanikaze fue el primero en recibir una licencia especial por la casa de Yoshida Tsukasa y el primero en realizar el dohyō-iri para promover los torneos de sumo. Su shikona inicial era Onogawa Kisaburō y luchó con ese nombre hasta el torneo de noviembre de 1790, en el que su shikona cambió a Onogawa Saisuke.

## Carrera
Onogawa fue ascendido a la división superior makuuchi en marzo de 1781. Derrotó al ōzeki Tanikaze en febrero de 1782. La victoria sorprendió a la gente en Edo ya que puso fin al récord de Tanikaze de 63 victorias consecutivas. Onogawa se convirtió en un rival de Tanikaze y fue popular entre el público, aunque en realidad estaba muy lejos de su rival y ganó sólo siete títulos de torneo a los 21 de Tanikaze. Onogawa era mucho más bajo que Tanikaze a sólo 176 cm, pero tenía un estilo de sumo rápido, que le ayudó a superar su pequeño físico.
Yoshida Oikaze certificó tanto a Onogawa como a Tanikaze como titulares del rango de yokozuna en noviembre de 1789, en una ceremonia que también contó con la introducción de la exhibición del dohyō-iri y la primera aparición de los ornamentos tradicionales de los yokozuna: un grueso cinturón de cuerda blanca, apoyando el gohei del papel blanco. Ganó el 91,7% de sus combates, ganando 144 veces y perdiendo solamente 13 veces. Onogawa se retiró en 1797 para convertirse en entrenador de sumo en Osaka, pero el siguiente yokozuna, Ōnomatsu Midorinosuke, no fue nombrado por otros treinta años. Afortunadamente para la popularidad del sumo, durante ese tiempo emergió el inmensamente poderoso luchador Raiden.
Una historia popular sostiene que Onogawa estudió el jiu-jitsu con el renombrado Kyūshin Ryū Sōke Inugami Gunbei después de haber sido derribado dos veces en un encuentro casual con ese maestro fuera de una casa de té.

## Historial
1779-1781
| Año (Honbasho) | Haru Basho (marzo) (ciudad de Tokio) | Fuyu Basho (octubre) (ciudad de Tokio) | Victorias / Derrotas / Ausencias / Empates / Retenciones / Sin resultados |
| 1779           | —                                    | Jūryō 1 Este 0 - 0                     | 0 - 0                                                                     |
| 1780           | Jūryō 1 Este 0 - 0                   | Jūryō 5 Este 5 - 2                     | 5 - 2                                                                     |
| 1781           | Maegashira 3 Este 5 - 1 - 3 - 1r     | Jūryō 5 Este 6 - 2                     | 11 - 3 - 3 - 1r                                                           |

1782
| Año (Honbasho) | Haru Basho (febrero) (ciudad de Tokio) | Fuyu Basho (octubre) (ciudad de Tokio) | Victorias / Derrotas / Ausencias / Empates / Retenciones / Sin resultados |
| 1782           | Jūryō 3 Este 5 - 1                     | Maegashira 4 Este 7 - 1 - 1 - 1e       | 12 - 2 - 1 - 1e                                                           |

1783-1784/1786
| Año (Honbasho) | Haru Basho (marzo) (ciudad de Tokio)   | Fuyu Basho (noviembre) (ciudad de Tokio) | Victorias / Derrotas / Ausencias / Empates / Retenciones / Sin resultados |
| 1783           | Maegashira 4 Este 5 - 0 - 3 - 1r - 1sr | Maegashira 2 Este 6 - 0 - 2 - 1e - 1r    | 11 - 0 - 5 - 1e - 2r - 1sr                                                |
| 1784           | Komusubi 1 Este 6 - 2 - 2r             | Sekiwake 1 Este 9 - 0 - 1                | 15 - 2 - 1 - 2r                                                           |
| 1786           | ¿?                                     | Sekiwake 1 Este 7 - 0 - 3                | 7 - 0 - 3                                                                 |

1787
| Año (Honbasho) | Haru Basho (mayo) (ciudad de Tokio) | Fuyu Basho (noviembre) (ciudad de Tokio) | Victorias / Derrotas / Ausencias / Empates / Retenciones / Sin resultados |
| 1787           | Sekiwake 1 Este 0 - 0               | Sekiwake 1 Este 7 - 1 - 2                | 7 - 1 - 2                                                                 |

1788
| Año (Honbasho) | Haru Basho (abril) (ciudad de Tokio) | Fuyu Basho (noviembre) (ciudad de Tokio) | Victorias / Derrotas / Ausencias / Empates / Retenciones / Sin resultados |
| 1788           | Sekiwake 1 Este 7 - 2 - 1            | Sekiwake 1 Este 7 - 1 - 1 - 1r           | 14 - 3 - 2 - 1r                                                           |

1789-1790
| Año (Honbasho) | Haru Basho (marzo) (ciudad de Tokio) | Fuyu Basho (noviembre) (ciudad de Tokio) | Victorias / Derrotas / Ausencias / Empates / Retenciones / Sin resultados |
| 1789           | Sekiwake 1 Este 10 - 0               | Sekiwake 1 Este 8 - 0 - 1e - 1r          | 18 - 0 - 1e - 1r                                                          |
| 1790           | Ōzeki 1 Este 8 - 0 - 1sr             | Ōzeki 1 Este 6 - 1 - 2 - 1r              | 14 - 1 - 2 - 1r - 1sr                                                     |

1791
| Año (Honbasho) | Haru Basho (junio) (ciudad de Tokio) | Fuyu Basho (noviembre) (ciudad de Tokio) | Victorias / Derrotas / Ausencias / Empates / Retenciones / Sin resultados |
| 1791           | Ōzeki 1 Este 8 - 0 - 1 - 1sr         | Ōzeki 1 Este 8 - 0 - 1 - 1r              | 16 - 0 - 2 - 1r - 1sr                                                     |

1792
| Año (Honbasho) | Haru Basho (marzo) (ciudad de Tokio) | Fuyu Basho (noviembre) (ciudad de Tokio) | Victorias / Derrotas / Ausencias / Empates / Retenciones / Sin resultados |
| 1792           | ¿?                                   | ¿?                                       | ¿?                                                                        |

1793
| Año (Honbasho) | Haru Basho (marzo) (ciudad de Tokio) | Fuyu Basho (octubre) (ciudad de Tokio) | Victorias / Derrotas / Ausencias / Empates / Retenciones / Sin resultados |
| 1793           | ¿?                                   | Ōzeki 1 Este 8 - 1 - 1e                | 8 - 1 - 1e                                                                |

1794-1795
| Año (Honbasho) | Haru Basho (marzo) (ciudad de Tokio) | Fuyu Basho (noviembre) (ciudad de Tokio) | Victorias / Derrotas / Ausencias / Empates / Retenciones / Sin resultados |
| 1794           | Ōzeki 1 Este 3 - 0 - 7               | Ōzeki 1 Este 0 - 0 - 10                  | 3 - 0 - 17                                                                |
| 1795           | Ōzeki 1 Este 4 - 0 - 1               | ¿?                                       | 4 - 0 - 1                                                                 |

1796-1797
| Año (Honbasho) | Haru Basho (marzo) (ciudad de Tokio) | Fuyu Basho (octubre) (ciudad de Tokio) | Victorias / Derrotas / Ausencias / Empates / Retenciones / Sin resultados |
| 1796           | ¿?                                   | Ōzeki 1 Este 7 - 2 - 1                 | 7 - 2 - 1                                                                 |
| 1797           | ¿?                                   | Ōzeki 1 Este 8 - 1 - 1                 | 8 - 1 - 1                                                                 |